# Mirada femenina

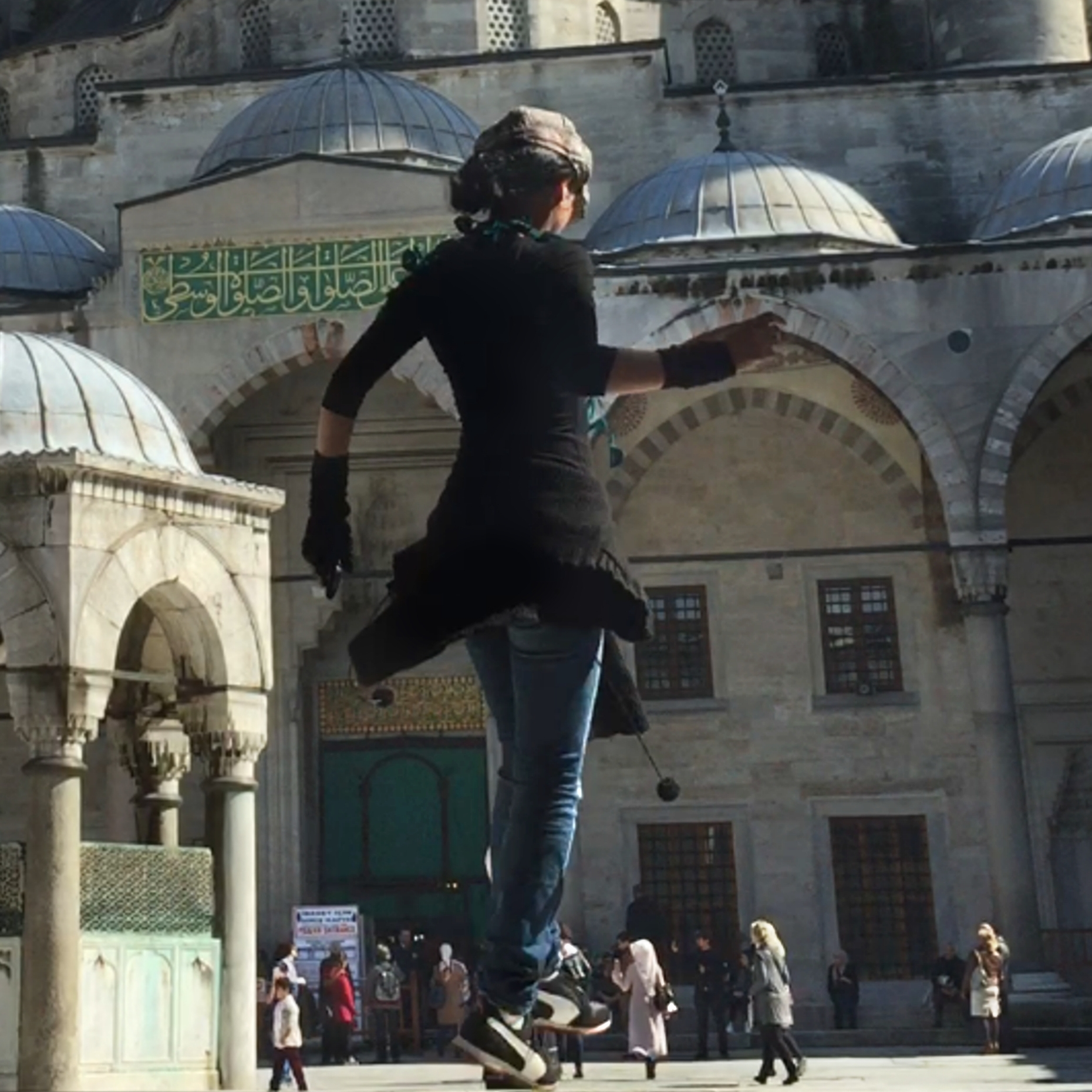
Foto artística de una figura femenina de espaldas tomada con la técnica de «perspectiva forzada», Mezquita Azul de Estambul (2017)

La mirada femenina (del inglés female gaze) es un término de la teoría cinematográfica feminista que representa la perspectiva de las protagonistas, directoras y espectadoras. Más allá del género, lo que se problematiza es la ausencia de mujeres como sujetos con agentividad. Por tanto, ambos géneros pueden producir filmes con mirada femenina. Surge como respuesta al término propuesto por la teórica feminista de cine Laura Mulvey, mirada masculina (del inglés male gaze), que representa no sólo la mirada de un espectador masculino heterosexual, sino también la mirada del personaje masculino y del creador masculino de la película. Actualmente, el término mirada femenina se ha utilizado para referir a la perspectiva que una cineasta (guionista/directora/productora) trae a una película y cómo difiere de una vista masculina del tema. La mirada femenina no busca prohibir el sexo, los deseos ni las fantasías, sino mostrar que estos pueden existir sin la cosificación. Pone a hombres y mujeres al mismo nivel.

## Historia
En su artículo Placer Visual y Cine Narrativo, Mulvey discute aspectos del voyeurismo y del fetichismo de la mirada masculina. Parte de la película de 1954 dirigida por Alfred Hitchcock, La ventana indiscreta, y de términos de la teoría del psicoanálisis propuesta por Sigmund Freud para discutir los ángulos de la cámara, las decisiones narrativas y la utilería empleada en la película. A su vez, hace un recorrido sobre cómo la mirada masculina se acentúa con cada movimiento de Jeffries, el protagonista de La ventana indiscreta, desde lo que mira a través de su cámara, hasta los ángulos de la cámara en la discusión con su novia. El artículo de Mulvey se centra también en el concepto de escopofilia (placer en mirar), que sitúa a las mujeres como espectáculos para ser cosificados y vistos, incapaces de devolver una mirada. Esta perspectiva descarta a las mujeres en el cine como representaciones adecuadas de los seres humanos.

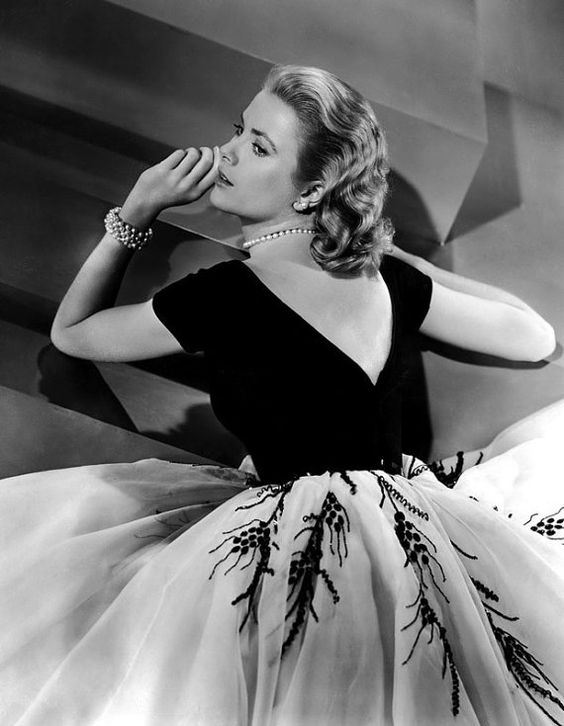
Grace Kelly en La ventana indiscreta

## Implementación teórica
La mirada femenina contempla tres perspectivas:
1. El creador de la película
2. Los personajes dentro de la película
3. El espectador

Estas tres perspectivas también se pueden encontrar en el término de la mirada masculina de Mulvey, pero se centran más bien en las mujeres. Los puntos de vista se ampliaron a la par de la diversidad en géneros cinematográficos. El cine femenino fue un género que se centró en las protagonistas femeninas, mostró a la mujer como una narradora diegética de la historia en lugar de mostrarla como un espectáculo. Películas como Rebecca y Stella Dallas son ejemplos de dichos filmes, en los cuales la narrativa tradicional se cuenta a través de la protagonista. Este género cinematográfico ha evolucionado en las chick flicks de hoy en día, tales como 27 Dresses y The Devil Wears Prada. Estas películas pretenden representar los deseos de las protagonistas y, por lo tanto, representar también los deseos de las espectadoras.
Zoe Dirse explora la mirada femenina a través del género documental, mediante el análisis de aspectos del placer y de la identificación del espectador. Analiza la mirada femenina en los puntos de producción y recepción. Observa que si la cineasta es mujer y el tema también es femenino, el objeto de la película adquiere un papel diferente. Dirse sostiene que tener una directora de fotografía permite que las mujeres sean vistas como realmente son y no como el espectáculo voyeurista que la mirada masculina hace que sean. Mientras rodaba en El Cairo, Dirse estaba en medio de una multitud y se dio cuenta de que los hombres a su alrededor la observaban. Al principio parecían tener curiosidad y Dirse se preguntó si era debido a su género o al hecho de que tenía una cámara. No pasó mucho tiempo antes de que comenzaran a empujarla para pasar a su lado y ella sintió una sensación del peligro que en su opinión compartían otras mujeres del Cairo. Esto se ve representado en su película, Shadow Maker. Ella dijo que su género le permitió ser una observadora discreta —a diferencia de un hombre— al filmar el canto de los gitanos.

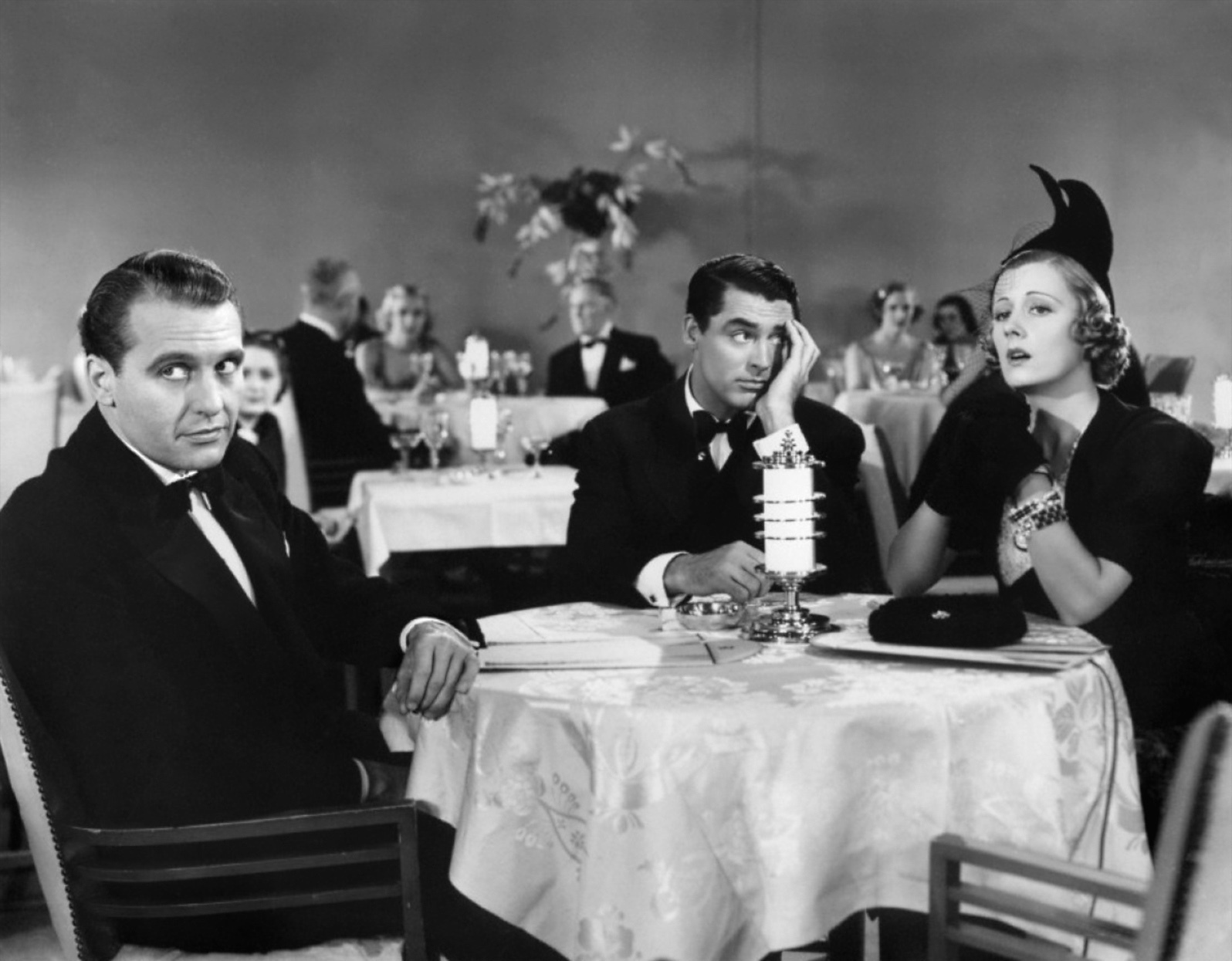
Irene Dunne en The awful Truth

Paula Marantz Cohen discute la mirada femenina en el género de los chick flicks, con especial énfasis en la vestimenta que usan las mujeres. El espectáculo prevalece sobre la trama en películas como The Awful Truth, en la que el guardarropa de Irene Dunne se considera un aspecto central de la película. Los diversos vestidos que Dunne usa son extravagantes, pero no están sexualizados. Aunque la ropa se puede considerar cómica, ayuda a crear la imagen de independencia y feminidad de Dunne. Cohen observa que, en la película The Wedding Planner, Jennifer Lopez está completamente vestida a lo largo de toda la película. La ropa, al igual que en The Awful Truth, se considera cómica, sin embargo, ésta llama la atención del espectador sin sexualizar a la actriz. Cohen también analiza la relación entre las protagonistas femeninas de estas películas y sus coprotagonistas masculinos. Ella afirma que estas películas representan verdaderamente lo que las mujeres desean, que ellas resaltan de manera positiva y tienen un compañero que amplifica esa exaltación.

## Uso contemporáneo
La crítica ha centrado su atención en la presencia de la mirada femenina en el cine y la televisión, en obras como El cuento de la criada, I Love Dick, Fleabag y The Love Witch.
El controversial drama lésbico La vida de Adèle recibió muchas críticas por el dominio de la mirada masculina y la falta de mirada femenina. Algunos críticos la llamaron, incluso, una "mirada patriarcal". La autora del libro en el que se basó la película fue una de las críticas más duras, declaró: "Me parece que esto era lo que faltaba en el set: lesbianas." 
La cineasta April Mullen ha dicho: "Las mujeres tenemos cierta vulnerabilidad y conexión con una profundidad de emociones que puedo ver y sentir en ciertos momentos reveladores de las películas que creamos. Para mí, la mirada femenina es transparencia —el velo entre la audiencia y el cineasta es delgado y eso permite que ésta se adentre más."
En el Festival Internacional de Cine de Toronto de 2016, Joey Soloway exploró la definición de la mirada femenina en la creación cinematográfica en su discurso de apertura. Específicamente, Soloway esbozó tres conceptos, imitando la triangulación original de Laura Mulvey de la mirada masculina (espectador, cineasta y actores). Sin embargo, la concepción de Soloway de la mirada femenina va más allá de una mera inversión de la mirada masculina de Mulvey: imagina las formas en que la mirada femenina en el cine puede proporcionar una visión de la experiencia femenina vivida. Sus conceptos incluyen "la cámara del sentimiento" (o "cuerpos sobre equipos", priorizar las emociones sobre la acción); "la mirada mirada", que muestra a los espectadores cómo se siente ser el objeto de la mirada; y "devolver la mirada" (o "te veo viéndome" y "cómo se siente estar aquí en este mundo habiendo sido observadas toda nuestra vida").

En su artículo Devolver la mirada: el personaje de Vera en La piel que habito de Pedro Almodóvar, Michela Russo retoma los conceptos propuestos por Jill Soloway para analizar la relación entre los protagonistas: Robert, un cirujano plástico, y Vera, una joven a la que este mantiene cautiva y somete continuamente a procedimientos quirúrgicos. Russo argumenta que tanto la cámara como la narración hacen portadores a Robert y a Vera, respectivamente, de la mirada masculina y femenina. Para explicarse, se vale, en primera, del concepto de "sentir mirando":
(...) “sentir mirando” [feeling seeing] construido por la cámara subjetiva que nos sitúa desde el punto de vista del personaje femenino y nos hace percibir lo que ella percibe. Aquí el personaje femenino no es mero objeto de la mirada, adquiere una cierta independencia en la narración y subjetividad en la acción, percibimos su subjetividad porque percibimos sus sentimientos, su deseo está representado, será un personaje más complejo y desarrollado.
En segunda, elabora el concepto de "la mirada mirada":
“el sentirse mirado” —o la “mirada mirada” [the gazed gaze]—, es decir el sentimiento restituido por la cámara de estar siendo mirada por alguien. El personaje se da cuenta de que es mirado, es decir —fuera de la metáfora— el personaje toma consciencia de sí mismo, de sus condiciones de dependencia y subordinación, y finalmente de su objetificación. (...) En términos de técnicas cinematográficas y de narración, esto se traduciría en la representación de un personaje que se descubre a sí mismo y que adquiere autoconsciencia sobre los discursos y los mecanismos sociales que construyen a su ser.
Por último, ofrece una breve explicación del último de los conceptos que, según Soloway, caracteriza la mirada femenina:
es la posibilidad de “devolver la mirada” [returning the gaze], tanto literalmente a través del juego de la cámara, como metafóricamente. A este respecto, el personaje femenino no solo toma consciencia, sino que también ejecuta la acción y se convierte finalmente en sujeto dueño de su propio destino en la película, por ejemplo, se rebela o rechaza sus anteriores condiciones de dominación. De esta forma, el personaje femenino se emancipa en su narración. No solo toma consciencia de sus condiciones de existencia, sino que con un acto de rebeldía también devuelve —literalmente— la mirada, transformándose en sujeto activo tanto de la visión como de la trama de una película. Nosotros, como espectadores, miraremos y sentiremos a través de sus propios ojos.

## Críticas
En No Such Thing Not Yet: Questioning Television Female Gaze (Aún no existe tal cosa: Cuestionando la mirada femenina en la televisión), Caetlin Benson-Allot discute la carencia de la representación de minorías en la mirada femenina. Ella sostiene que, aunque la mirada femenina presume gozar de una experiencia universal basada en un género compartido, tiende a ignorar a las minorías y prefiere centrarse en las vidas de las mujeres blancas de la clase media. En el artículo se centra específicamente en la pantalla chica, que ha recibido mucha atención por representar la mirada femenina. Utiliza ejemplos de los programas de televisión I Love Dick, GLOW e Insecure. Ella argumenta que, aunque I Love Dick y GLOW introducen personajes de color, lo hacen dándoles papeles secundarios que nunca desestabilizan a la protagonista blanca. Sostiene que Insecure, por otro lado, proporciona un modelo para la televisión feminista del futuro. El programa sigue a Issa y su amiga Molly y se enfoca en los impulsos contraproducentes en sus relaciones personales y profesionales. La historia también se centra en el trabajo de Issa con jóvenes en situación de riesgo, lo cual ayuda a explorar la dinámica racial de Los Ángeles. Al emplear comedia antirracista, Insecure desafía el enfoque en el feminismo blanco y la negligencia hacia las mujeres negras.
La directora de fotografía canadiense Zoe Dirse también critica la reproducción de la mirada femenina y la subrepresentación de las mujeres en las áreas técnicas de la realización cinematográfica. Aprovechando su experiencia en el género documental, se centra en la mirada femenina desde el punto de producción. Dirse se centra en la dominación del varón blanco de clase media en la industria del cine. Las mujeres a menudo quedan fuera de la industria cinematográfica debido a su naturaleza rentable, lo que creó una carencia de mujeres que produjeran para las espectadoras o reprodujeran la mirada femenina. Dirse utiliza extractos de películas para explorar la necesidad de que las directoras y el equipo técnico reproduzcan adecuadamente la mirada femenina. Un ejemplo que da es el de la película Forbidden Love, la cual se centra en historias de lesbianas que salieron del clóset en los años 50. En ésta, las directoras feministas lesbianas logran subvertir la mirada masculina en favor de la femenina, al crear una visión en la que los actores no sean objetos del deseo masculino, sino del deseo femenino. Dirse sostiene que cuando hay cineastas feministas, la película crea elementos feministas. Y que es crucial que las mujeres tomen el control de su arte para poder reproducir con precisión la mirada femenina.
En Chick Flicks and the straight female gaze (Chick Flicks y la mirada masculina heterosexual), Natalie Perfetti-Oates explica cómo la mirada femenina heterosexual puede volverse problemática con el aumento de la cosificación sexual masculina. Esto se debe al uso de negatividad sexual al representar esta mirada. La negatividad sexual se produce cuando los hombres quedan atrapados únicamente como objetos sexuales. Las chick flicks que proyectan a sus protagonistas masculinos únicamente como objetos sexuales para las espectadoras sirven para revertir la discriminación de género en lugar de crear igualdad de género. Oates explica cómo cada vez más películas de acción y las chick flicks crean la mirada femenina heterosexual mostrando los cuerpos masculinos. En su artículo, Oates utiliza ejemplos de películas como Forgetting Sarah Marshall, Luna Nueva y Magic Mike. En Magic Mike, por ejemplo, Mike sólo se convierte en el interés amoroso después de que deja su trabajo como estríper. Al dibujar a Mike como un objeto sexual o un interés amoroso, pero no ambos, se crea negatividad sexual. Ella afirma que se avanzará hacia la igualdad cuando tanto hombres como mujeres puedan moverse libremente entre la posición de sujeto y objeto; no cuando se cosifique a los hombres de la misma manera en que se ha cosificado a las mujeres.

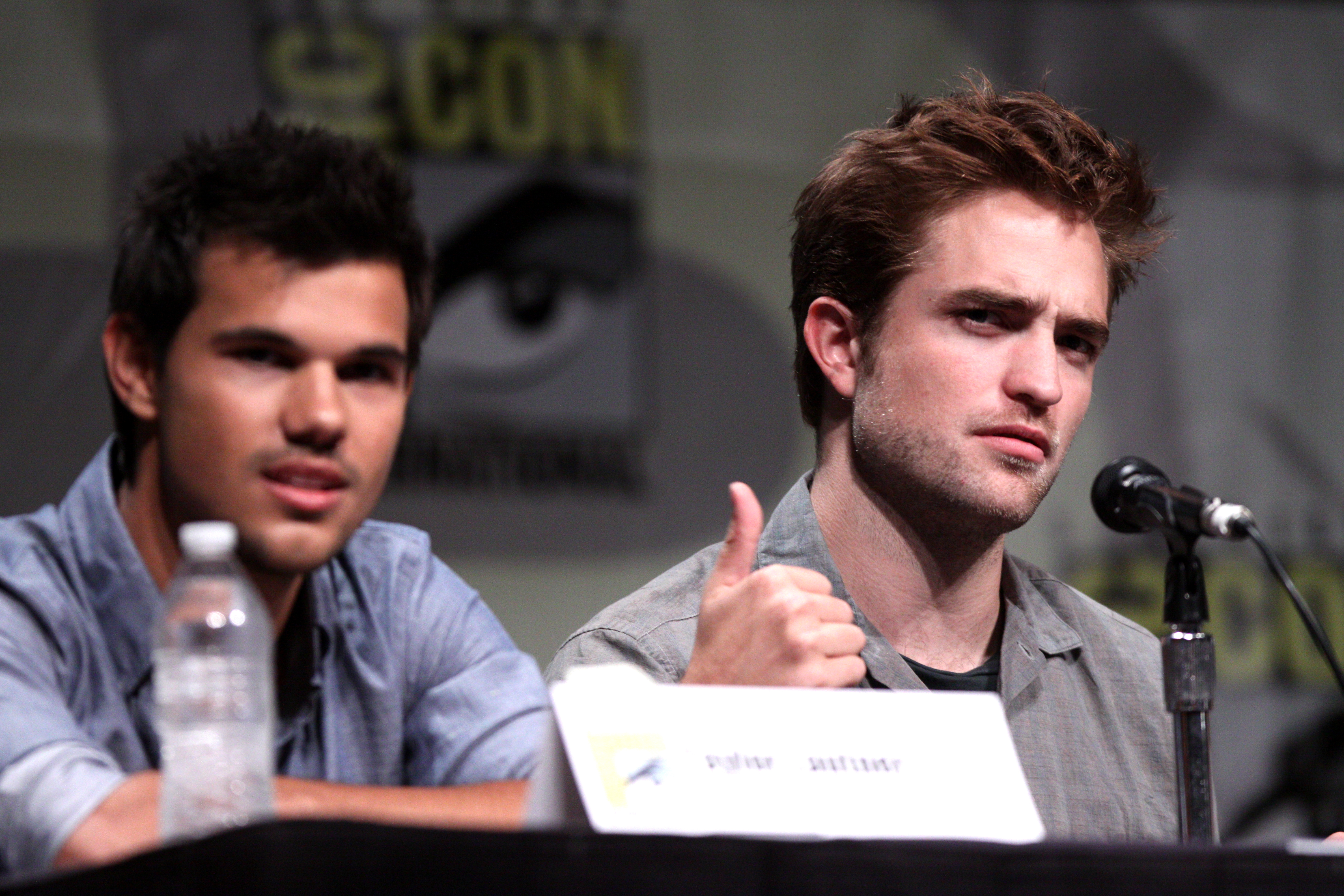
Taylor Lautner y Robert Pattinson, protagonistas de la Saga Crepúsculo

En su ensayo Romance and the female gaze obscuring gendered violence in the Twilight Saga (Romance y la mirada femenina ocultando la violencia de género en la Saga de Crepúsculo), Jessica Taylor critica la mirada femenina emergente y los modos en que interactúa con el romance para retratar los cuerpos masculinos violentos como deseables. Se centra en la muy popular Saga de Crepúsculo, que describe como aparentemente retrógrada e ingenua en su uso de las convenciones románticas. Para explicar cómo funciona la mirada femenina para crear cuerpos masculinos violentos como algo deseable, se apoya en el trabajo de Mulvey y su ensayo Placer visual y cine narrativo. Específicamente, se centra en la noción de escopofilia fetichista que anteriormente utilizó Mulvey para explicar cómo el cuerpo femenino que induce a la ansiedad se convierte en un fetiche y en una fuente de placer para el espectador masculino, lo que lleva a las espectadoras hacia una mirada hiperdeseante de los cuerpos de los personajes masculinos y empuja a la audiencia femenina a desear el cuerpo masculino poderoso y violento en lugar de temerlo. Un ejemplo que ella nos da es la forma en que se manipula el cuerpo de Jacob y Edward al categorizarlos como "muchachos" visualmente deseables. Esto reduce la amenaza que representa la violencia y neutraliza las amenazas potenciales para las espectadoras. Taylor afirma que el uso de una mirada femenina limitada y específica puede volver a codificar los incidentes de violencia de género y el cuerpo masculino violento como reconfortantes y deseables.